# Nati l'11 settembre
| Questa pagina contiene informazioni ricavate automaticamente dalle voci biografiche con l'ausilio del template Bio e di un bot. L'aggiornamento è periodico e automatico e ricostruisce completamente la pagina. Se manca una persona in questa lista, sei pregato di non aggiungerla, ma accertati piuttosto che la sua voce biografica contenga il template Bio e che i dati anagrafici siano correttamente compilati. Se il template Bio manca, inseriscilo tu stesso o, in alternativa, metti l'avviso {{tmp\|Bio}} che ne segnala la mancanza. Se i dati riportati sono sbagliati, correggi direttamente la voce biografica; le modifiche saranno visibili in questa lista entro pochi giorni. Per chiarimenti vedi il progetto biografie. La lista contiene solo le 1.155 persone che sono citate nell'enciclopedia e per le quali è stato implementato correttamente il template Bio. Pagina aggiornata al 17 ago 2025. |

## XII secolo(1)
- 1180 - Minamoto no Yoriie, militare giapponese († 1204)

## XIII secolo(2)
- 1253 - Dimitrij Borisovič, nobile russo († 1294)
- 1275 - Margherita d'Inghilterra, principessa inglese († 1318)

## XIV secolo(1)
- 1318 - Eleonora di Lancaster, nobile inglese († 1372)

## XV secolo(4)
- 1458 - Bernardo Accolti, poeta, drammaturgo e politico italiano († 1535)
- 1470 - Martin Waldseemüller, cartografo e umanista tedesco († 1521)
- 1476 - Luisa di Savoia, nobile († 1531)
- 1477 - Raffaello Botticini, pittore italiano († 1520)

## XVI secolo(8)
- 1522 - Ulisse Aldrovandi, naturalista, botanico e entomologo italiano († 1605)
- 1524 - Pierre de Ronsard, poeta francese († 1585)
- 1525 - Giovanni Giorgio di Brandeburgo, nobile tedesco († 1598)
- 1572 - Daniyal Mirza, principe e poeta indiano († 1605)
- 1572 - Virginio Orsini, sovrano italiano († 1615)
- 1576 - Giovanni Battista Bonetti, vescovo cattolico italiano († 1632)
- 1578 - Vincenzo Maculani, cardinale e arcivescovo cattolico italiano († 1667)
- 1590 - Roberto Gentili, traduttore italiano († 1655)

## XVII secolo(13)
- 1611 - Henri de La Tour d'Auvergne, visconte di Turenne, generale francese († 1675)
- 1618 - Francesco Grue, ceramista italiano († 1673)
- 1627 - Giovanni Ernesto II di Sassonia-Weimar, duca tedesco († 1683)
- 1636 - Giovanni Maria Viani, pittore e incisore italiano († 1700)
- 1641 - Gérard de Lairesse, pittore, incisore e decoratore olandese († 1711)
- 1656 - Ulrica Eleonora di Danimarca, regina († 1693)
- 1664 - Filippo Erasmo del Liechtenstein, principe e generale austriaco († 1704)
- 1672 - Michail Ivanovič Leont'ev, ufficiale russo († 1752)
- 1675 - Agostino Pantò, teologo, oratore e giurista italiano († 1735)
- 1679 - Leopoldo di Lorena, duca francese († 1729)
- 1681 - Johann Gottlieb Heineccius, giurista tedesco († 1741)
- 1695 - Michelangelo Giacomelli, arcivescovo cattolico e letterato italiano († 1774)
- 1700 - James Thomson, poeta e drammaturgo scozzese († 1748)

## XVIII secolo(46)
- 1710 - Luigi Federico di Sassonia-Hildburghausen, principe e generale († 1759)
- 1711 - William Boyce, compositore e organista inglese († 1779)
- 1712 - Giovanni Targioni Tozzetti, medico e naturalista italiano († 1783)
- 1719 - Tanuma Okitsugu, funzionario giapponese († 1788)
- 1721 - Giovanni Battista Bussi de Pretis, cardinale e vescovo cattolico italiano († 1800)
- 1722 - Karl Gotthelf von Hund, nobile tedesco († 1776)
- 1724 - Johann Bernhard Basedow, pedagogista, teologo e saggista tedesco († 1790)
- 1731 - Giovanni Andrea Archetti, cardinale e arcivescovo cattolico italiano († 1805)
- 1731 - Francesco Saverio Grue, ceramista italiano († 1800)
- 1735 - Joseph Maria von Colloredo, generale austriaco († 1818)
- 1738 - William Craven, VI barone Craven, nobile inglese († 1791)
- 1741 - Johann Jakob Engel, scrittore tedesco († 1802)
- 1741 - Arthur Young, scrittore e saggista inglese († 1820)
- 1743 - Nicolai Abraham Abildgaard, pittore danese († 1809)
- 1746 - Sof'ja Stepanovna Razumovskaja, nobildonna russa († 1803)
- 1746 - Giovanni Battista Venturi, fisico italiano († 1822)
- 1747 - Federico d'Assia-Kassel, nobile († 1837)
- 1751 - Carlotta di Sassonia-Meiningen, nobile († 1827)
- 1753 - Giovanni Antonio Antolini, architetto, ingegnere e urbanista italiano († 1841)
- 1755 - Beverley Randolph, politico statunitense († 1797)
- 1756 - Étienne Hubert de Cambacérès, cardinale e arcivescovo cattolico francese († 1818)
- 1761 - Antoni Protazy Potocki, imprenditore, banchiere e nobile polacco († 1801)
- 1761 - José Agostinho de Macedo, scrittore e poeta portoghese († 1831)
- 1762 - Joanna Baillie, poetessa e drammaturga scozzese († 1851)
- 1763 - Ignác Gyulay, generale e politico austriaco († 1831)
- 1764 - Valentino Fioravanti, compositore italiano († 1837)
- 1771 - Mungo Park, esploratore scozzese († 1806)
- 1773 - William Bagot, II barone Bagot, nobile inglese († 1856)
- 1777 - Francesco Saverio del Carretto, militare e politico italiano († 1861)
- 1779 - Filippo Paulucci, generale italiano († 1849)
- 1780 - Domenico Cuciniello, architetto, litografo e ingegnere italiano († 1840)
- 1782 - Giovanni Brighenti, pittore italiano († 1861)
- 1784 - Lodovico Pavoni, presbitero italiano († 1849)
- 1786 - Friedrich Kuhlau, compositore e pianista tedesco († 1832)
- 1787 - Ferdinando Foggi, matematico italiano († 1859)
- 1787 - Karl Wilhelm Wach, pittore tedesco († 1845)
- 1790 - Manfredo Giovanni Battista Bellati, vescovo cattolico italiano († 1869)
- 1791 - John Edward Taylor, editore e imprenditore inglese († 1844)
- 1792 - John Gayle, magistrato e politico statunitense († 1859)
- 1793 - Leopoldina del Liechtenstein, principessa austriaca († 1808)
- 1795 - Henrik Reuterdahl, arcivescovo luterano svedese († 1870)
- 1796 - Eugénie Niboyet, attivista e giornalista francese († 1883)
- 1798 - Franz Ernst Neumann, fisico, matematico e cristallografo tedesco († 1895)
- 1799 - Giuseppe Persiani, compositore italiano († 1869)
- 1800 - Giacomo Balbi Piovera, politico, agronomo e patriota italiano († 1878)
- 1800 - Franz Anton Staudenmaier, teologo tedesco († 1856)

## XIX secolo(164)
- 1802 - Carlo Corradino Chigi, militare e politico italiano († 1881)
- 1804 - Gerolamo Pallotta, politico italiano († 1866)
- 1805 - Kenneth Lewis Anderson, politico statunitense († 1845)
- 1806 - Margaretta Forten, attivista statunitense († 1875)
- 1810 - Napoléon Alexandre Berthier, politico francese († 1887)
- 1811 - Ludwig Julius Budge, fisiologo tedesco († 1888)
- 1816 - Carl Zeiss, ottico e imprenditore tedesco († 1888)
- 1817 - William Orville Ayres, medico, ittiologo e ornitologo statunitense († 1887)
- 1818 - John Marshall, chirurgo britannico († 1891)
- 1818 - Matilde di Schaumburg-Lippe, principessa e duchessa († 1891)
- 1821 - Fortuné du Boisgobey, romanziere francese († 1891)
- 1822 - Heribert Höffern von Saalfeld, generale austriaco († 1892)
- 1822 - Ol'ga Nikolaevna Romanova, nobile russa († 1892)
- 1824 - Jacob Bernays, filologo tedesco († 1881)
- 1825 - Eduard Hanslick, critico musicale e musicologo austriaco († 1904)
- 1825 - Giuseppe Prinzi, scultore italiano († 1895)
- 1826 - George Hewston, politico statunitense († 1891)
- 1827 - Giovanni Battista Agliardi, politico italiano († 1896)
- 1829 - Thomas Hill, pittore statunitense († 1908)
- 1832 - Luigi de Crecchio, politico italiano († 1894)
- 1833 - Nguyễn Phúc Hồng Y, principe vietnamita († 1877)
- 1833 - Franz von Waldburg-Wolfegg-Waldsee, principe e politico tedesco († 1906)
- 1833 - Carl von Noorden, storico tedesco († 1883)
- 1834 - Aleksej Sergeevič Suvorin, editore, giornalista e scrittore russo († 1912)
- 1834 - Felice Tribolati, giurista, avvocato e letterato italiano († 1898)
- 1837 - Oskar von Bülow, giurista tedesco († 1907)
- 1838 - Karl Schroeder, ginecologo tedesco († 1887)
- 1843 - Georges Clairin, pittore francese († 1919)
- 1843 - Francesco Serato, violoncellista italiano († 1919)
- 1845 - Émile Baudot, ingegnere francese († 1903)
- 1845 - Ludovico Gioja, diplomatico italiano († 1924)
- 1845 - Felice Tocco, filosofo e storico della filosofia italiano († 1911)
- 1847 - Giuseppe Beghelli, scrittore e giornalista italiano († 1877)
- 1847 - Mary Watson Whitney, astronoma statunitense († 1921)
- 1848 - Émile-Louis Foubert, pittore francese († 1911)
- 1848 - Henri Hébrard de Villeneuve, schermidore francese († 1925)
- 1849 - Clotilde Micheli, religiosa italiana († 1911)
- 1851 - Enrico Arlotta, politico italiano († 1933)
- 1852 - Augusto Bompiani, pittore italiano († 1930)
- 1852 - Edoardo Calandra, scrittore e illustratore italiano († 1911)
- 1852 - Márton Endrédy, schermidore ungherese († 1929)
- 1853 - Blair Cochrane, velista britannico († 1928)
- 1853 - Katharina Schratt, attrice teatrale austriaca († 1940)
- 1854 - William Holabird, architetto statunitense († 1923)
- 1854 - Albert Loefgren, botanico svedese († 1918)
- 1854 - Hippolyte Petitjean, pittore francese († 1929)
- 1855 - Émile Driant, scrittore e militare francese († 1916)
- 1855 - William Mulholland, ingegnere irlandese († 1935)
- 1856 - Edgar Alexander Mearns, chirurgo, ornitologo e naturalista statunitense († 1916)
- 1857 - Thomas Joseph Shahan, vescovo cattolico statunitense († 1932)
- 1858 - Hamilton Castner, chimico statunitense († 1899)
- 1859 - Cecil Harcourt Smith, archeologo britannico († 1944)
- 1859 - Vjenceslav Novak, drammaturgo e scrittore croato († 1905)
- 1859 - Tito Sinibaldi, politico e avvocato italiano († 1940)
- 1860 - James Allan, rugbista a 15 neozelandese († 1934)
- 1860 - Alexandre Marcel, architetto francese († 1928)
- 1860 - Ugolino Martelli, botanico italiano († 1934)
- 1861 - Juhani Aho, scrittore e giornalista finlandese († 1921)
- 1861 - Franz Joseph von Bülow, scrittore e attivista tedesco († 1915)
- 1861 - Erich von Falkenhayn, generale tedesco († 1922)
- 1862 - Frank Beal, regista, attore e sceneggiatore statunitense († 1934)
- 1862 - Julian Byng, I visconte Byng di Vimy, generale britannico († 1935)
- 1862 - Cecilia Cavendish-Bentinck, nobildonna britannica († 1938)
- 1862 - Augustin Henninghaus, missionario e vescovo cattolico tedesco († 1939)
- 1862 - O. Henry, scrittore statunitense († 1910)
- 1863 - Sulaiman di Selangor, sovrano malese († 1938)
- 1864 - Draga Obrenović, sovrana serba († 1903)
- 1864 - Marc André Raffalovich, giornalista, saggista e poeta francese († 1934)
- 1864 - Lorenzo Rocci, presbitero, grecista e lessicografo italiano († 1950)
- 1865 - Alfred Shelton, calciatore, allenatore di calcio e dirigente sportivo inglese († 1923)
- 1866 - Ferruccio Pagni, pittore italiano († 1935)
- 1867 - Friedrich Bödeker, botanico tedesco († 1937)
- 1868 - Henry Justin Allen, politico statunitense († 1950)
- 1868 - Clément Brun, pittore francese († 1920)
- 1868 - Hugó Hoch, schermidore ungherese († 1931)
- 1868 - Carlo Antonio di Hohenzollern-Sigmaringen, principe tedesco († 1919)
- 1869 - Víctor Català, scrittrice spagnola († 1966)
- 1869 - Giuseppe De Dominicis, poeta italiano († 1905)
- 1869 - Jacques Peirotes, politico tedesco († 1935)
- 1872 - Hermenegildo Anglada Camarasa, pittore spagnolo († 1959)
- 1872 - Filippo Galante, pittore e medaglista italiano († 1953)
- 1873 - Giuseppe Bugatto, politico austro-ungarico († 1948)
- 1873 - Rudolf Kassner, scrittore austriaco († 1959)
- 1873 - Hanna Resvoll-Holmsen, botanica e educatrice norvegese († 1943)
- 1873 - Nicolaas Jacobus de Wet, politico sudafricano († 1960)
- 1874 - Jan Willem te Kolsté, scacchista olandese († 1936)
- 1874 - Bismarck Mantovani, musicista e arrangiatore italiano († 1945)
- 1874 - Harry McNish, esploratore scozzese († 1930)
- 1874 - Heinrich Kaspar Schmid, compositore e direttore d'orchestra tedesco († 1953)
- 1875 - Ernest Hébrard, archeologo, architetto e urbanista francese († 1933)
- 1875 - Ștefan Octavian Iosif, poeta e traduttore rumeno († 1913)
- 1876 - Gaetano Azzolini, basso italiano († 1928)
- 1876 - Ella Negruzzi, giurista rumena († 1949)
- 1876 - Antonio María Romeu, pianista cubano († 1955)
- 1876 - Stan Rowley, velocista e mezzofondista australiano († 1924)
- 1877 - Feliks Ėdmundovič Dzeržinskij, politico e rivoluzionario sovietico († 1926)
- 1877 - James Jeans, astronomo, matematico e fisico britannico († 1946)
- 1877 - Rosika Schwimmer, politica, diplomatica e attivista ungherese († 1948)
- 1879 - Louis Coatalen, ingegnere francese († 1962)
- 1879 - Abner Vickery, golfista statunitense († 1931)
- 1880 - Pietro Capizzi, arcivescovo cattolico italiano († 1961)
- 1880 - Salvatore Caroleo, compositore e direttore d'orchestra italiano († 1958)
- 1880 - Varnava, monaco cristiano, vescovo ortodosso e arcivescovo ortodosso serbo († 1937)
- 1880 - Maria de las Mercedes di Borbone-Spagna, principessa spagnola († 1904)
- 1881 - Erville Alderson, attore statunitense († 1957)
- 1881 - James Bellamy, allenatore di calcio e calciatore inglese († 1969)
- 1881 - Asta Nielsen, attrice danese († 1972)
- 1882 - Robert Clark, biologo e esploratore scozzese († 1950)
- 1882 - Guido Giacometti, politico italiano († 1968)
- 1882 - Anders Vilhelm Lundstedt, filosofo svedese († 1955)
- 1882 - Nino Savarese, scrittore italiano († 1945)
- 1883 - Luigi Antonini, sindacalista, giornalista e editore italiano († 1968)
- 1883 - Edmondo Del Bufalo, ingegnere e politico italiano († 1968)
- 1883 - George S. Long, politico statunitense († 1958)
- 1883 - Emil Rausch, nuotatore tedesco († 1954)
- 1883 - Émile Sartorius, calciatore francese († 1933)
- 1883 - Jacinto B. Treviño, generale e politico messicano († 1971)
- 1883 - Giuseppe Varetto, dirigente sportivo, arbitro di calcio e calciatore italiano († 1970)
- 1884 - Konstantin Konstantinovič Neupokoev, navigatore russo († 1924)
- 1884 - Arno Saarinen, ginnasta finlandese († 1970)
- 1885 - David Herbert Lawrence, scrittore, poeta e drammaturgo britannico († 1930)
- 1885 - Giuseppe Maldarelli, disegnatore e pittore italiano († 1958)
- 1885 - Julian C. Smith, generale statunitense († 1975)
- 1885 - Herbert Stothart, compositore statunitense († 1949)
- 1886 - Jacques Jaccard, regista, sceneggiatore e attore statunitense († 1960)
- 1886 - Jerzy Kossak, pittore polacco († 1955)
- 1886 - Giacomo Marassi, calciatore italiano († 1969)
- 1886 - Barnett Parker, attore britannico († 1941)
- 1887 - Giuseppe Castruccio, calciatore, diplomatico e militare italiano († 1985)
- 1887 - Isabel Emslie Hutton, medico, psichiatra e patologa britannica († 1960)
- 1888 - Henri Hanlet, ciclista su strada belga († 1964)
- 1888 - Giovanni Spezzaferri, compositore italiano († 1963)
- 1889 - Helmuth Theodor Bossert, archeologo e storico dell'arte tedesco († 1961)
- 1889 - Attilio Mozzi, pittore italiano († 1977)
- 1889 - Carlo Pellegrini, critico letterario e filologo italiano († 1985)
- 1889 - Pierre Reverdy, poeta e aforista francese († 1960)
- 1890 - Maria Pierina De Micheli, religiosa italiana († 1945)
- 1890 - Armando de Dominicis, aviatore italiano
- 1890 - Nicola Groppa, magistrato italiano († 1972)
- 1890 - Euphemia Haynes, matematica e educatrice statunitense († 1980)
- 1890 - Eduard Profittlich, arcivescovo cattolico e gesuita tedesco († 1942)
- 1891 - Noël Gallon, pedagogo e compositore francese († 1966)
- 1891 - Wilhelm von Thoma, generale tedesco († 1948)
- 1892 - Ernest Burkhart, criminale e assassino statunitense († 1986)
- 1892 - Lucien Buysse, ciclista su strada e pistard belga († 1980)
- 1892 - Pinto Colvig, attore e doppiatore statunitense († 1967)
- 1892 - Ulviye Sultan, principessa ottomana († 1967)
- 1892 - Karel Struijs, pallanuotista olandese († 1974)
- 1893 - Francesco Tola, militare e aviatore italiano († 1964)
- 1894 - Vincenzo Fagiuoli, dirigente pubblico italiano († 1985)
- 1895 - Vinoba Bhave, filosofo, attivista e scrittore indiano († 1982)
- 1895 - Nur Ali Elahi, musicista, filosofo e giurista iraniano († 1974)
- 1896 - Elsa Triolet, scrittrice e partigiana francese († 1970)
- 1897 - Sándor Fröhlich, calciatore ungherese († 1982)
- 1898 - Pietro Braga, calciatore italiano († 1970)
- 1898 - Gonario Pinna, avvocato, saggista e scrittore italiano († 1991)
- 1898 - Gerald Templer, militare britannico († 1979)
- 1898 - William Winter, scacchista inglese († 1955)
- 1899 - Philipp Bouhler, politico e generale tedesco († 1945)
- 1899 - Jimmie Davis, cantautore, musicista e politico statunitense († 2000)
- 1899 - Gudmund Fredriksen, calciatore norvegese († 1976)
- 1900 - Jimmy Brain, calciatore e allenatore di calcio inglese († 1971)
- 1900 - Semën Alekseevič Lavočkin, ingegnere aeronautico sovietico († 1960)
- 1900 - Redmond Garrett Prendiville, arcivescovo cattolico irlandese († 1968)

## XX secolo(885)
- 1901 - Katri Vala, poetessa, traduttrice e insegnante finlandese († 1944)
- 1902 - Harold Anderson, allenatore di pallacanestro statunitense († 1967)
- 1902 - Barbecue Bob, cantante e chitarrista statunitense († 1931)
- 1902 - Eugène Faure, ciclista su strada francese († 1975)
- 1902 - Maria Fromet, attrice francese († 1967)
- 1902 - Ernő Goldfinger, architetto e designer ungherese († 1987)
- 1902 - Giuseppe Manacchini, baritono italiano († 1990)
- 1902 - Sten Pettersson, ostacolista e velocista svedese († 1984)
- 1903 - Frano Alfirević, poeta jugoslavo († 1956)
- 1903 - Ivan Alimarin, chimico sovietico († 1989)
- 1903 - Jean Aurenche, sceneggiatore francese († 1992)
- 1903 - Roger K. Furse, costumista e scenografo britannico († 1972)
- 1903 - Francesco Vida, scialpinista, sciatore di pattuglia militare e dirigente sportivo italiano († 1985)
- 1903 - Theodor W. Adorno, filosofo, sociologo e musicologo tedesco († 1969)
- 1904 - José María Bueno y Monreal, cardinale e arcivescovo cattolico spagnolo († 1987)
- 1904 - Einar Larsen, calciatore norvegese († 1977)
- 1904 - Gennaro Patricolo, politico e giornalista italiano († 1980)
- 1904 - Lorenzo Perrone, operaio italiano († 1952)
- 1904 - Lyman Bradford Smith, botanico statunitense († 1997)
- 1905 - Rafael Adame, compositore, chitarrista e violoncellista messicano († 1963)
- 1906 - Giorgio Nelson Page, giornalista e scrittore statunitense († 1982)
- 1906 - James Quinn, velocista statunitense († 2004)
- 1907 - Mario Longo Dorni, vescovo cattolico italiano († 1985)
- 1907 - Albert Reuter, allenatore di calcio e calciatore lussemburghese († 2003)
- 1908 - Paolo Gennari, canottiere italiano († 1968)
- 1908 - Mario La Cava, scrittore italiano († 1988)
- 1908 - Ludovico Paternò delle Sciare, militare e partigiano italiano († 1982)
- 1908 - Nello Voltolina, artista italiano († 1944)
- 1909 - Henri LaBorde, discobolo statunitense († 1993)
- 1909 - Eric Trist, psicologo britannico († 1993)
- 1909 - Elie Rous, allenatore di calcio inglese († 1987)
- 1909 - Richard Playne Stevens, militare e aviatore britannico († 1941)
- 1910 - Alessandro Perosa, filologo italiano († 1998)
- 1910 - Remo Versaldi, calciatore italiano († 1991)
- 1911 - Oberdan Chiesa, antifascista italiano († 1944)
- 1911 - Henderson Forsythe, attore statunitense († 2006)
- 1911 - Giovanni Nencioni, linguista e lessicografo italiano († 2008)
- 1911 - Bill Parker, fumettista statunitense († 1963)
- 1911 - Vito Roberti, arcivescovo cattolico italiano († 1998)
- 1911 - Charles Martin Robertson, archeologo, poeta e traduttore britannico († 2004)
- 1911 - Domenico Rossi, pittore italiano († 1955)
- 1911 - Maan Sassen, politico olandese († 1995)
- 1912 - Haim Hanani, matematico polacco († 1991)
- 1912 - Thure Johansson, lottatore svedese († 1986)
- 1912 - Conchita Montenegro, attrice, cantante e ballerina spagnola († 2007)
- 1912 - Felice Tua, generale italiano († 1973)
- 1913 - Bear Bryant, allenatore di football americano statunitense († 1983)
- 1913 - Cherubino Comini, calciatore e allenatore di calcio italiano († 1998)
- 1913 - Jacinto Convit, medico venezuelano († 2014)
- 1913 - Rino Erler, militare italiano († 1978)
- 1913 - Gil Turner, animatore, fumettista e regista statunitense († 1977)
- 1914 - Genesio Amadori, circense italiano († 1938)
- 1914 - Guglielmo Achille Cavellini, artista e collezionista d'arte italiano († 1990)
- 1914 - Tambi Larsen, scenografo danese († 2001)
- 1914 - Pavle, monaco cristiano e arcivescovo ortodosso serbo († 2009)
- 1914 - Alberto Pozzetti, regista e sceneggiatore italiano († 2002)
- 1914 - André Van Cauwenberghe, politico belga († 1994)
- 1915 - Umberto Benedetto, regista teatrale italiano († 2003)
- 1915 - Raimondo Lanza di Trabia, dirigente sportivo, diplomatico e militare italiano († 1954)
- 1915 - Raúl Alberto Lastiri, politico argentino († 1978)
- 1915 - Luigi Moraldi, filologo e biblista italiano († 2001)
- 1916 - Bino Bini, scultore, medaglista e orafo italiano († 2007)
- 1916 - Guerino Grimaldi, arcivescovo cattolico italiano († 1992)
- 1916 - Ed Sabol, regista statunitense († 2015)
- 1917 - Ugo Bologna, attore, doppiatore e militare italiano († 1998)
- 1917 - Gaetano Borghi, militare italiano
- 1917 - Jessica Mitford, scrittrice, giornalista e attivista britannica († 1996)
- 1917 - Kenkichi Iwasawa, matematico giapponese († 1998)
- 1917 - Bernice Lapp, nuotatrice statunitense († 2010)
- 1917 - Herbert Lom, attore ceco († 2012)
- 1917 - Omero Lucchi, militare italiano
- 1917 - Ferdinand Marcos, politico, avvocato e militare filippino († 1989)
- 1917 - Carlos Puebla, cantautore cubano († 1989)
- 1918 - Estelle Axton, produttrice discografica statunitense († 2004)
- 1918 - Felice Mariani, calciatore e allenatore di calcio italiano († 1997)
- 1918 - Peter Palitzsch, regista tedesco († 2004)
- 1918 - Marianne Tischler, artista austriaca († 2010)
- 1919 - Edgardo Alboni, partigiano e politico italiano († 2015)
- 1919 - Georg Klotz, terrorista italiano († 1976)
- 1919 - Dante Paolini, calciatore italiano († 2002)
- 1919 - Ota Šik, economista e politico ceco († 2004)
- 1919 - Giulio Spallone, politico italiano († 2014)
- 1919 - Einar Sundström, sollevatore finlandese († 2003)
- 1920 - Manrico Ducceschi, partigiano italiano († 1948)
- 1920 - Stig Olin, attore, regista e cantante svedese († 2008)
- 1921 - Adriano Adami, militare italiano († 1945)
- 1921 - Elisabetta Barbato, soprano italiano († 2014)
- 1921 - Christopher Freeman, economista inglese († 2010)
- 1921 - Michel Jobert, politico francese († 2002)
- 1921 - Giuseppe Moscato, giornalista e scrittore italiano († 1987)
- 1921 - Pierre Nicolas, contrabbassista francese († 1990)
- 1921 - Serafino Romani, allenatore di calcio e calciatore italiano († 1984)
- 1921 - Jan-Olof Tjäder, latinista svedese († 1998)
- 1922 - Robert Day, regista e sceneggiatore britannico († 2017)
- 1922 - Ján Droják, calciatore slovacco († 2004)
- 1922 - Rodolfo Freude, politico argentino († 2003)
- 1922 - Len Phillips, calciatore inglese († 2011)
- 1922 - Antonino Uccello, antropologo e poeta italiano († 1979)
- 1923 - Alan Badel, attore britannico († 1982)
- 1923 - Mario D'Addio, politologo e politico italiano († 2017)
- 1923 - Betsy Drake, attrice, modella e scrittrice statunitense († 2015)
- 1923 - Aldo Viglione, avvocato, politico e partigiano italiano († 1988)
- 1924 - Daniel Akaka, politico statunitense († 2018)
- 1924 - Gaetano Butera, decoratore, militare e partigiano italiano († 1944)
- 1924 - Bill Caton, calciatore inglese († 2011)
- 1924 - Carol Grace, attrice e scrittrice statunitense († 2003)
- 1924 - Louis Hon, allenatore di calcio e calciatore francese († 2008)
- 1924 - Tom Landry, giocatore di football americano e allenatore di football americano statunitense († 2000)
- 1924 - David Morris, attore britannico († 2007)
- 1924 - Bob Shea, cestista statunitense († 2015)
- 1924 - Rudolf Vrba, scrittore, docente e medico slovacco († 2006)
- 1925 - Alan Bergman, paroliere statunitense († 2025)
- 1925 - Dave Campbell, cestista canadese († 2015)
- 1925 - Gilbert Dutoit, calciatore e allenatore di calcio svizzero († 2019)
- 1925 - Robert W. Mann, compositore e docente statunitense († 2010)
- 1925 - Gianfranco Parati, ex calciatore italiano
- 1926 - Evgenij Michajlovič Beljaev, tenore e militare sovietico († 1994)
- 1926 - Ottavio Compagnoni, fondista italiano († 2021)
- 1926 - Marco Crestani, compositore e direttore di coro italiano († 2010)
- 1926 - Eudoro Fanti, politico italiano († 2017)
- 1926 - Heini Halberstam, matematico britannico († 2014)
- 1927 - Willie Christine King, scrittrice, insegnante e attivista statunitense († 2023)
- 1927 - Andries Nieman, pugile sudafricano († 2009)
- 1927 - Myrta Silva, cantante, cantautrice e produttrice televisiva portoricana († 1987)
- 1927 - Lilla Szolcsányi, cestista ungherese († 1988)
- 1927 - Walter Zeller, pilota motociclistico tedesco († 1995)
- 1928 - Reubin Askew, politico statunitense († 2014)
- 1928 - Edoardo Bruno, critico cinematografico italiano († 2020)
- 1928 - Earl Holliman, attore statunitense († 2024)
- 1928 - Alain Jouffroy, poeta e critico d'arte francese († 2015)
- 1928 - Vsevolod Dmitrievič Larionov, attore russo († 2000)
- 1928 - Lucia Portoghesi, restauratrice, saggista e archeologa italiana
- 1928 - Wong Tin-Lam, regista, attore e sceneggiatore cinese († 2010)
- 1929 - Eve Brent, attrice statunitense († 2011)
- 1929 - Burhan Doğançay, artista turco († 2013)
- 1929 - Kenji Ekuan, designer giapponese († 2015)
- 1929 - Akira Kono, ginnasta giapponese († 1995)
- 1929 - Sebastian Koto Khoarai, cardinale e vescovo cattolico lesothiano († 2021)
- 1929 - Giovanni Marongiu, politico italiano († 1993)
- 1929 - Jana Mason, cantante e attrice statunitense († 2013)
- 1929 - Eric Paterson, hockeista su ghiaccio canadese († 2014)
- 1929 - Birgitta Trotzig, scrittrice e critica letteraria svedese († 2011)
- 1930 - Cathryn Damon, modella e attrice statunitense († 1987)
- 1930 - Jack Davis, ostacolista statunitense († 2012)
- 1930 - Jean-Claude Forest, scrittore e fumettista francese († 1998)
- 1930 - Gennadij Garbuzov, pugile sovietico († 2009)
- 1930 - Kenneth Minogue, politologo australiano († 2013)
- 1930 - Renzo Montagnani, attore e doppiatore italiano († 1997)
- 1930 - Fortunato Speziali, economista italiano
- 1930 - Nikola Stančev, lottatore bulgaro († 2009)
- 1930 - Vera Sós, matematica ungherese († 2023)
- 1930 - Güney Ülmen, cestista turco († 2020)
- 1931 - Carla Astolfi, attrice italiana († 2017)
- 1931 - Vincent Malone, vescovo cattolico britannico († 2020)
- 1932 - Gian Chiarion Casoni, dirigente sportivo italiano († 2007)
- 1932 - Gavril Dejeu, politico rumeno
- 1932 - Gianfranco Sabbatini, politico italiano († 2017)
- 1932 - Art Spoelstra, cestista statunitense († 2008)
- 1933 - Misbach Yusa Biran, regista, sceneggiatore e giornalista indonesiano († 2012)
- 1933 - Robert Fagles, traduttore, poeta e anglista statunitense († 2008)
- 1933 - Francesco Indovina, urbanista, politico e giornalista italiano
- 1933 - Nicola Pietrangeli, ex tennista italiano
- 1933 - Rachid Sfar, politico tunisino († 2023)
- 1933 - Mátyás Szűrös, politico ungherese
- 1934 - Ian Abercrombie, attore britannico († 2012)
- 1934 - Norma Croker, velocista e lunghista australiana († 2019)
- 1934 - Rachele La Rotonda Compagnone, pittrice, scrittrice e poetessa italiana († 2021)
- 1934 - Leonard Leisching, pugile sudafricano († 2018)
- 1934 - Gustáv Mráz, calciatore cecoslovacco († 2025)
- 1934 - Ion Panțuru, bobbista rumeno († 2016)
- 1934 - Cesarino Pestuggia, ex canottiere italiano
- 1934 - Cedric Price, architetto inglese († 2003)
- 1935 - Giuseppe Farinelli, storico della letteratura e critico letterario italiano († 2021)
- 1935 - Jacques Gaillot, vescovo cattolico e attivista francese († 2023)
- 1935 - Paul Gunnar Olsson, geografo svedese
- 1935 - Károly Palotai, arbitro di calcio e calciatore ungherese († 2018)
- 1935 - Marcello Piazza, medico italiano († 2022)
- 1935 - Arvo Pärt, compositore estone
- 1935 - Gerome Ragni, musicista e compositore statunitense († 1991)
- 1935 - German Stepanovič Titov, cosmonauta sovietico († 2000)
- 1936 - Antonio Bianchin, vescovo cattolico italiano († 1991)
- 1936 - Guido Bona, ex calciatore e allenatore di calcio italiano
- 1936 - Walter D'Hondt, ex canottiere canadese
- 1936 - Charles Dierkop, attore statunitense († 2024)
- 1936 - Vincenzo Virga, mafioso italiano
- 1937 - Karl-Erik Broms, ex schermidore svedese
- 1937 - Enzo Cavalli, triplista italiano († 2023)
- 1937 - Luigi Conti, mezzofondista e maratoneta italiano († 2025)
- 1937 - Robert Crippen, ex astronauta statunitense
- 1937 - Omar García, ex calciatore argentino
- 1937 - Iosif Kobzon, cantante russo († 2018)
- 1937 - Serhij Makarenko, ex canoista sovietico
- 1937 - Luigi Mele, ciclista su strada italiano († 2023)
- 1937 - Paola Ruffo di Calabria, regina italiana
- 1937 - Tomas Venclova, poeta, scrittore e filologo lituano
- 1938 - Perry Anderson, storico, sociologo e saggista britannico
- 1938 - Piero Anversa, medico italiano
- 1938 - Fabio Doplicher, poeta, scrittore e drammaturgo italiano († 2003)
- 1938 - Franco Fiorita, politico italiano († 2001)
- 1938 - Ginès Gonzales, ex calciatore francese
- 1938 - Luigi Guastamacchia, giornalista e dirigente d'azienda italiano († 2020)
- 1938 - Filippo Marchese, mafioso italiano († 1982)
- 1938 - Giovanni Orlandi, latinista, medievista e filologo italiano († 2007)
- 1939 - Felice Cesarino, storico dell'arte e scrittore italiano († 2025)
- 1939 - Mary Fagan, funzionaria britannica
- 1939 - Charles Geschke, imprenditore e informatico statunitense († 2021)
- 1939 - Alain Giletti, ex pattinatore artistico su ghiaccio francese
- 1939 - Germano Liberati, presbitero, docente e scrittore italiano († 2010)
- 1939 - John Lutz, scrittore statunitense († 2021)
- 1939 - Enzo Peri, regista e produttore cinematografico italiano
- 1939 - Anders Svela, allenatore di calcio e calciatore norvegese († 2010)
- 1939 - José Ricardo da Silva, calciatore brasiliano
- 1940 - Germano Celant, critico d'arte e direttore artistico italiano († 2020)
- 1940 - Brian De Palma, regista, sceneggiatore e produttore cinematografico statunitense
- 1940 - Renzo Dionigi, chirurgo e storico italiano
- 1940 - Nông Đức Mạnh, politico vietnamita
- 1940 - Klaus Gerwien, calciatore tedesco († 2018)
- 1940 - Dick Greenwood, ex rugbista a 15 e allenatore di rugby a 15 inglese
- 1940 - Jan Leschly, ex tennista danese
- 1940 - Thomas K. McCraw, storico statunitense († 2012)
- 1940 - Ferdinando Miniussi, calciatore italiano († 2001)
- 1940 - Rosa Russo, politica italiana († 2019)
- 1940 - Mike Sangster, tennista britannico († 1985)
- 1940 - Michael Schwarzmaier, attore e doppiatore tedesco
- 1940 - Stephen Verona, regista e sceneggiatore statunitense († 2019)
- 1941 - Minnijean Brown, attivista statunitense
- 1941 - Frank Coppa, mafioso statunitense († 2023)
- 1941 - Marcello Dell'Utri, ex politico e dirigente d'azienda italiano
- 1941 - Marc Dufour, hockeista su ghiaccio canadese († 2015)
- 1941 - Bruno Duranti, arbitro di pallacanestro italiano († 2012)
- 1941 - Willi Fuggerer, pistard tedesco († 2015)
- 1942 - Giovanni Castellaneta, diplomatico italiano
- 1942 - Alessandro Chiarolla, fumettista italiano
- 1942 - Lola Falana, cantante, showgirl e attrice statunitense
- 1942 - John Greig, allenatore di calcio e ex calciatore britannico
- 1942 - Dan Hennessey, doppiatore e attore canadese († 2024)
- 1942 - Ernesto Herrera, politico e avvocato filippino († 2015)
- 1942 - Corrado Prisco, regista, produttore cinematografico e sceneggiatore italiano
- 1943 - Fiorenzo Alfieri, politico e scrittore italiano († 2020)
- 1943 - Mickey Hart, batterista, percussionista e musicologo statunitense
- 1943 - Hartmut Losch, discobolo tedesco († 1997)
- 1943 - Stefano Rossattini, politico italiano
- 1943 - Dieter Schubert, ex canottiere tedesco
- 1943 - Raymond Villeneuve, terrorista canadese
- 1944 - Giorgio Cecchetti, ex sciatore alpino sammarinese
- 1944 - Everaldo, calciatore brasiliano († 1974)
- 1944 - Serge Haroche, fisico francese
- 1945 - Humberto Arrieta, ex calciatore messicano
- 1945 - Franz Beckenbauer, calciatore, allenatore di calcio e dirigente sportivo tedesco († 2024)
- 1945 - Gianluigi Gelmetti, direttore d'orchestra e compositore italiano († 2021)
- 1945 - Michel Gras, archeologo e storico francese
- 1945 - Nino Kirov, scacchista bulgaro († 2008)
- 1945 - Leo Kottke, compositore, musicista e chitarrista statunitense
- 1945 - Luigi Lazzaro, scrittore italiano
- 1945 - Rosanna Masiola, scrittrice e docente italiana
- 1945 - Felton Perry, attore statunitense
- 1945 - Mario Pirillo, giornalista e politico italiano
- 1945 - Carlo Recalcati, ex cestista e allenatore di pallacanestro italiano
- 1945 - Willie Rogers, ex cestista statunitense
- 1945 - Paolo Sirena, calciatore italiano († 2025)
- 1946 - Giacomo Carioti, giornalista e fotografo italiano
- 1946 - Dave Newmark, ex cestista statunitense
- 1946 - John Griffith Roberts, calciatore gallese († 2016)
- 1946 - Balthasar Schwarm, ex slittinista tedesco occidentale
- 1946 - Jim Shoulder, allenatore di calcio, dirigente sportivo e ex calciatore inglese
- 1946 - Sandy Skoglund, artista e fotografa statunitense
- 1947 - Daniela Attanasio, poetessa italiana
- 1947 - Bob Catley, cantante britannico
- 1947 - Gerry Conway, batterista britannico († 2024)
- 1947 - Julie Covington, cantante e attrice britannica
- 1947 - Donatello, cantante italiano
- 1947 - Zoltán Melis, ex canottiere ungherese
- 1947 - Syuichi Nakano, astronomo giapponese
- 1947 - Giulio Paulis, glottologo e saggista italiano
- 1947 - Tomaso Poggio, fisico e informatico italiano
- 1947 - Omar Ronda, artista, pittore e scultore italiano († 2017)
- 1947 - Garry Swain, ex hockeista su ghiaccio canadese
- 1948 - Phillip Alford, attore statunitense
- 1948 - Roberto Carifi, poeta, traduttore e filosofo italiano
- 1948 - Jon Lukas, cantante e musicista maltese († 2021)
- 1948 - John Martyn, cantautore e chitarrista scozzese († 2009)
- 1948 - Gianni Oliva, filologo e storico della letteratura italiano
- 1948 - Mike Price, ex cestista statunitense
- 1948 - Sergio Roda, storico italiano
- 1948 - Daniela Samuele, nuotatrice italiana († 1966)
- 1949 - Francesco Barra, politico italiano († 2022)
- 1949 - Gianfranco De Luca, vescovo cattolico italiano
- 1949 - Miran Hrovatin, fotografo italiano († 1994)
- 1949 - Leivinha, ex calciatore brasiliano
- 1949 - Marty Liquori, ex mezzofondista statunitense
- 1949 - Joseph Maraite, politico e insegnante belga († 2021)
- 1949 - Benito Rubiñán, ex calciatore spagnolo
- 1949 - Johannes Thomas, ex canottiere tedesco
- 1950 - Giuseppe Calderisi, politico italiano
- 1950 - Khosro Harandi, scacchista iraniano († 2019)
- 1950 - Frank Kendrick, cestista e allenatore di pallacanestro statunitense († 2024)
- 1950 - Eijun Kiyokumo, allenatore di calcio e ex calciatore giapponese
- 1950 - Amy Madigan, attrice statunitense
- 1950 - Claude Magni, ex ciclista su strada francese
- 1950 - Paul McCracken, ex cestista statunitense
- 1950 - Antony McDonald, scenografo e regista britannico
- 1950 - Pepi Morgia, regista e designer italiano († 2011)
- 1950 - Maurizio Righi, ex hockeista su pista italiano
- 1950 - Ciro Sebastianelli, cantautore italiano († 2009)
- 1950 - Barry Sheene, pilota motociclistico britannico († 2003)
- 1950 - David Prescott Talley, vescovo cattolico statunitense
- 1950 - Italo Tentorini, ex maratoneta italiano
- 1951 - Gareth Jenkins, rugbista a 15, allenatore di rugby a 15 e dirigente sportivo gallese
- 1951 - Slah Karoui, ex calciatore tunisino
- 1951 - Patty Wagstaff, aviatrice statunitense
- 1951 - Valerij Miloserdov, cestista sovietico († 2015)
- 1951 - Johnny Neumann, cestista e allenatore di pallacanestro statunitense († 2019)
- 1951 - María Novaro, regista e sociologa messicana
- 1951 - Hugo Porta, ex rugbista a 15, architetto e dirigente sportivo argentino
- 1952 - Catherine Bott, soprano britannico
- 1952 - Franca D'Agostini, filosofa italiana
- 1952 - Alan Dugdale, ex calciatore inglese
- 1952 - Mike Flanagan, allenatore di calcio e ex calciatore inglese
- 1952 - Klaus-Peter Hildenbrand, ex mezzofondista tedesco
- 1952 - Giuseppe Langella, critico letterario e poeta italiano
- 1952 - Danilo Lorenzini, compositore italiano
- 1952 - Hans Millonig, ex saltatore con gli sci austriaco
- 1952 - Tim Murphy, politico statunitense
- 1952 - Toni Zanussi, artista italiano
- 1953 - Rodolfo Dubó, ex calciatore cileno
- 1953 - Renée Geyer, cantautrice australiana († 2023)
- 1953 - Luciana Lamorgese, dirigente pubblica, prefetta e politica italiana
- 1953 - Tommy Shaw, chitarrista e cantante statunitense
- 1953 - Alfred Vitalis, ex calciatore francese
- 1954 - Reed Birney, attore statunitense
- 1954 - Maurizio Falessi, ex terrorista italiano
- 1954 - Paolo Ragosa, ex pallanuotista e allenatore di pallanuoto italiano
- 1954 - Tibor Takács, regista ungherese
- 1954 - Elisabetta Torlasco, attrice italiana
- 1955 - Hiram Bullock, chitarrista statunitense († 2008)
- 1955 - Robin Cole, ex giocatore di football americano statunitense
- 1955 - Johny Erlandsson, ex calciatore svedese
- 1955 - Pupo, cantautore, conduttore televisivo e conduttore radiofonico italiano
- 1955 - Joe Hassett, ex cestista statunitense
- 1955 - Sauro Longhi, ingegnere italiano
- 1955 - Fabio Padovan, imprenditore e politico italiano
- 1955 - Guido Schittone, giornalista e telecronista sportivo italiano
- 1956 - Victor Aaron, attore statunitense († 1996)
- 1956 - Vittorio Carnovale, collaboratore di giustizia e mafioso italiano
- 1956 - Tony Gilroy, sceneggiatore e regista statunitense
- 1956 - Dmitrij Gurevič, scacchista statunitense
- 1956 - Adriane Lenox, attrice statunitense
- 1956 - Silver Ravenwolf, saggista e scrittrice statunitense
- 1957 - Juan Antonio Anquela, allenatore di calcio e ex calciatore spagnolo
- 1957 - Preben Elkjær Larsen, ex calciatore e allenatore di calcio danese
- 1957 - Alejandro Goic, attore cileno
- 1957 - Salvatore Iacomino, politico italiano
- 1957 - Jeh Johnson, politico statunitense
- 1957 - Vladimir Makeev, allenatore di sci alpino e ex sciatore alpino russo
- 1957 - Plamen Markov, allenatore di calcio e ex calciatore bulgaro
- 1957 - James McBride, scrittore, sceneggiatore e musicista statunitense
- 1957 - Jon Moss, batterista e percussionista britannico
- 1957 - David Tepper, imprenditore statunitense
- 1957 - Peter Woit, fisico statunitense
- 1958 - Silvio Baldini, allenatore di calcio e ex calciatore italiano
- 1958 - Roxann Dawson, attrice e regista statunitense
- 1958 - Gennadi Drozdov, ex calciatore azero
- 1958 - Adrian Ellison, ex canottiere britannico
- 1958 - Simona Forti, storica della filosofia italiana
- 1958 - Scott Patterson, attore statunitense
- 1958 - Jorge Alfredo Luz, ex hockeista su pista e allenatore di hockey su pista argentino
- 1958 - Julia Nickson-Soul, attrice e ex modella statunitense
- 1958 - Sergej Rjabcev, violinista russo
- 1958 - Mick Talbot, musicista e cantante britannico
- 1959 - Bert Anciaux, politico belga
- 1959 - Andre Dubus III, scrittore statunitense
- 1959 - Giuseppe Erba, ex calciatore italiano
- 1959 - John Hawkes, attore statunitense
- 1959 - Jeff McBride, illusionista statunitense
- 1959 - Elfino Mortati, ex terrorista italiano
- 1960 - Hiroshi Amano, fisico e ingegnere giapponese
- 1960 - Eduard Khudaynatov, imprenditore russo
- 1960 - John Curran, regista e sceneggiatore statunitense
- 1960 - Ágúst Hauksson, ex calciatore islandese
- 1960 - Lech Mackiewicz, attore, regista e sceneggiatore polacco
- 1960 - Predrag Nikolić, scacchista bosniaco
- 1960 - Anne Ramsay, attrice statunitense
- 1960 - Vince Taylor, ex cestista e allenatore di pallacanestro statunitense
- 1960 - Ramón Vargas, tenore messicano
- 1960 - Francesco de Angelis, velista italiano
- 1961 - Antonello Caporale, giornalista e saggista italiano
- 1961 - Fëdor Dobronravov, attore, regista e cantante russo
- 1961 - Giovanni Evangelisti, ex lunghista italiano
- 1961 - Aldo Farias, chitarrista e compositore italiano
- 1961 - Susan Gibney, attrice statunitense
- 1961 - Elizabeth Daily, attrice, doppiatrice e cantante statunitense
- 1961 - Virginia Madsen, attrice statunitense
- 1961 - Don Mosebar, ex giocatore di football americano statunitense
- 1961 - Thierry Oleksiak, allenatore di calcio e ex calciatore francese
- 1961 - Barbara Pietrasanta, artista e pubblicitaria italiana
- 1961 - Kevin Williams, ex cestista statunitense
- 1962 - Nadia Dandolo, mezzofondista italiana
- 1962 - Filip Dewinter, politico belga
- 1962 - Aidan Dodson, egittologo inglese
- 1962 - Bertin Ebwellé, allenatore di calcio e ex calciatore camerunese
- 1962 - Pierre Huyghe, artista francese
- 1962 - Kristy McNichol, attrice e cantante statunitense
- 1962 - Claudia Nordhoff, storica dell'arte tedesca
- 1962 - Ricardo Roberto Barreto da Rocha, ex calciatore brasiliano
- 1962 - Julio Salinas, ex calciatore spagnolo
- 1962 - Mauro Scocco, cantante e polistrumentista svedese
- 1963 - Marco Baroni, allenatore di calcio e ex calciatore italiano
- 1963 - Alan Davey, bassista inglese
- 1963 - Grant Davies, canoista australiano
- 1963 - Pietro Ferrero, imprenditore italiano († 2011)
- 1963 - Bonnie Gadusek, ex tennista statunitense
- 1963 - Jorge Guardiola, ex tiratore a volo spagnolo
- 1963 - Carina Karlsson, ex tennista svedese
- 1963 - John Lammers, allenatore di calcio e ex calciatore olandese
- 1963 - Hennadij Lytovčenko, allenatore di calcio e ex calciatore ucraino
- 1963 - Donato Sabia, mezzofondista e velocista italiano († 2020)
- 1963 - Oleg Širinbekov, allenatore di calcio e ex calciatore sovietico
- 1963 - Gerald Wilkins, ex cestista statunitense
- 1964 - Mo Abudu, imprenditrice, regista e produttrice cinematografica nigeriana
- 1964 - Ali Ahmadzadeh, avvocato iraniano
- 1964 - David Bardsley, ex calciatore inglese
- 1964 - Doug Hudson, ex giocatore di football americano statunitense
- 1964 - Mimi Kodheli, economista e politica albanese
- 1964 - Mats Levén, cantante svedese
- 1964 - Steve Mardenborough, ex calciatore inglese
- 1964 - Troy Stradford, ex giocatore di football americano statunitense
- 1964 - Marco Tezza, pianista e direttore d'orchestra italiano
- 1964 - David Valcin, attore statunitense
- 1964 - Kathryn Watt, ex ciclista su strada e pistard australiana
- 1964 - Victor Wooten, bassista statunitense
- 1964 - A.J. Wynder, ex cestista e allenatore di pallacanestro statunitense
- 1965 - Jean-Philippe Fleurian, ex tennista francese
- 1965 - Robin Givhan, giornalista statunitense
- 1965 - Fernando Gómez, ex calciatore spagnolo
- 1965 - Bob Good, politico statunitense
- 1965 - Paul Heyman, imprenditore statunitense
- 1965 - Amir Karakulov, regista e sceneggiatore kazako
- 1965 - Kálmán Kovács, ex calciatore ungherese
- 1965 - Moby, musicista, cantautore e disc jockey statunitense
- 1965 - Shara Nelson, cantante e musicista inglese
- 1965 - Graeme Obree, ex pistard e ciclista su strada britannico
- 1965 - Salvatore Piscitelli, politico e avvocato italiano
- 1965 - María Spyráki, giornalista e politica greca
- 1965 - Lawrence Subrato Howlader, arcivescovo cattolico bangladese
- 1965 - Bashar al-Assad, politico e militare siriano
- 1966 - Marco Arpino, dirigente sportivo e ex schermidore italiano
- 1966 - Bern Brostek, ex giocatore di football americano statunitense
- 1966 - Shannon Burke, scrittore e sceneggiatore statunitense
- 1966 - Alessandra Ghisleri, sondaggista italiana
- 1966 - Vol'ha Kardapol'cava, ex marciatrice bielorussa
- 1966 - Kiko, principessa Akishino, principessa giapponese
- 1966 - Cinzia Massironi, doppiatrice e attrice italiana
- 1966 - N'Dinga Mbote, ex calciatore congolese (Repubblica Democratica del Congo)
- 1966 - Liazid Sandjak, ex calciatore francese
- 1966 - Lada Dance, cantante e attrice russa
- 1967 - Maria Bartiromo, giornalista e conduttrice televisiva statunitense
- 1967 - Randolph Bresnik, astronauta statunitense
- 1967 - Nick De Santis, ex calciatore, allenatore di calcio e dirigente sportivo canadese
- 1967 - Harry Connick Jr., cantante e attore statunitense
- 1967 - Arnold Huber, ex slittinista e ex bobbista italiano
- 1967 - Jenna Johnson, ex nuotatrice statunitense
- 1967 - Proschat Madani, attrice austriaca
- 1967 - Chris McKenna, sceneggiatore, produttore cinematografico e produttore televisivo statunitense
- 1967 - Árpád Miklós, attore pornografico ungherese († 2013)
- 1967 - Sung Jae-gi, attivista e filosofo sudcoreano († 2013)
- 1967 - Dany Theis, calciatore lussemburghese († 2022)
- 1967 - Francesco Zanoncelli, allenatore di calcio e ex calciatore italiano
- 1967 - Irina von Wiese, politica britannica
- 1968 - Slaven Bilić, allenatore di calcio e ex calciatore croato
- 1968 - Bertrand Bonello, regista, sceneggiatore e compositore francese
- 1968 - Taymi Chappé, schermitrice cubana († 2020)
- 1968 - Stanley Donwood, artista e scrittore inglese
- 1968 - Ljubinko Drulović, allenatore di calcio e ex calciatore serbo
- 1968 - Niels Frederiksen, allenatore di calcio danese
- 1968 - Hermenegildo García, ex schermidore cubano
- 1968 - Jari Isometsä, dirigente sportivo e ex fondista finlandese
- 1968 - Litefoot, attore e rapper statunitense
- 1968 - Klaus Mirwald, ex calciatore e allenatore di calcio tedesco
- 1968 - Richard Shaw, ex calciatore inglese
- 1968 - Andreas Tews, ex pugile tedesco
- 1969 - Stefano Cagol, artista italiano
- 1969 - Alessandro Cucciari, allenatore di calcio e ex calciatore italiano
- 1969 - Gidget Gein, bassista e attore statunitense († 2008)
- 1969 - Martin Kotůlek, allenatore di calcio e ex calciatore ceco
- 1969 - Leonardo Ramos, allenatore di calcio e ex calciatore uruguaiano
- 1969 - Ingo Züchner, ex saltatore con gli sci tedesco orientale
- 1970 - Fanny Cadeo, attrice, personaggio televisivo e cantante italiana
- 1970 - Massimiliano Cutrera, attore e ballerino italiano
- 1970 - Fabio Gallo, allenatore di calcio e ex calciatore italiano
- 1970 - Taraji P. Henson, attrice e cantante statunitense
- 1970 - Safiria Leccese, giornalista e conduttrice televisiva italiana
- 1970 - Mariano Piccoli, ex ciclista su strada italiano
- 1970 - Paul B. Preciado, scrittore e filosofo spagnolo
- 1970 - Dan Quinn, allenatore di football americano statunitense
- 1970 - Sanjay Shah, imprenditore britannico
- 1970 - John Spencer, allenatore di calcio e ex calciatore scozzese
- 1970 - Tat Sun Chan, ex calciatore macaense
- 1970 - Laura Wright, attrice televisiva statunitense
- 1971 - Theresa Andersson, cantante e cantautrice svedese
- 1971 - Richard Ashcroft, cantautore britannico
- 1971 - Antonio Capuano, politico italiano
- 1971 - Nicoleta Grasu, ex discobola rumena
- 1971 - Mari Lampinen, ex biatleta finlandese
- 1971 - Daisuke Moriyama, fumettista giapponese
- 1971 - Aldrin Muscat, ex calciatore maltese
- 1971 - Barbara Ricci, attrice italiana
- 1971 - Mack Strong, ex giocatore di football americano statunitense
- 1971 - David Van Reybrouck, scrittore, storico e archeologo belga
- 1972 - Jevhen Braslavec', ex velista ucraino
- 1972 - Parviz Broumand, ex calciatore iraniano
- 1972 - Krasimir Dunev, ex ginnasta bulgaro
- 1972 - Gianluca Franchini, allenatore di calcio e ex calciatore italiano
- 1972 - Matthew Gilmore, ex pistard belga
- 1972 - Keith Gumbs, ex calciatore nevisiano
- 1972 - Francesco Italia, politico e attivista italiano
- 1972 - Mark James Klepaski, bassista statunitense
- 1972 - Rastislav Kostka, ex calciatore slovacco
- 1972 - Ervin Lamçe, allenatore di calcio e ex calciatore albanese
- 1972 - Filippo Maniero, allenatore di calcio, dirigente sportivo e ex calciatore italiano
- 1972 - Andreas Menger, allenatore di calcio e ex calciatore tedesco
- 1972 - Mark Pope, ex cestista e allenatore di pallacanestro statunitense
- 1973 - Roberto Chiappa, ex pistard italiano
- 1973 - Phillip Daniels, ex giocatore di football americano e allenatore di football americano statunitense
- 1973 - Nafissatou Dia Diouf, scrittrice senegalese
- 1973 - Wagneau Eloi, ex calciatore haitiano
- 1973 - Marica Favé, ex sciatrice alpina italiana
- 1973 - In-Grid, cantante italiana
- 1973 - Johann Lonfat, ex calciatore svizzero
- 1973 - Alec Su, cantante e attore taiwanese
- 1973 - Fred Thomas, ex giocatore di football americano statunitense
- 1973 - Jan Jacob Verdenius, ex fondista norvegese
- 1973 - Luděk Zelenka, ex calciatore ceco
- 1974 - Sohrab Bakhtiarizadeh, ex calciatore iraniano
- 1974 - Demis Cavina, allenatore di pallacanestro italiano
- 1974 - Nike Fuhrmann, attrice tedesca
- 1974 - Dino Giarrusso, giornalista, personaggio televisivo e politico italiano
- 1974 - DeLisha Milton-Jones, ex cestista e allenatrice di pallacanestro statunitense
- 1974 - Dmytro Parf'onov, allenatore di calcio e ex calciatore ucraino
- 1974 - Biljana Stanković, ex cestista e allenatrice di pallacanestro serba
- 1974 - Mehmet Emin Toprak, attore turco († 2002)
- 1975 - Sayed Abdel Kader, ex giocatore di calcio a 5 egiziano
- 1975 - Caterina Bini, politica italiana
- 1975 - Maru Campos, politica messicana
- 1975 - Asia D'Argento, ex attrice pornografica italiana
- 1975 - Chris Holland, ex calciatore inglese
- 1975 - Jolie Holland, cantautrice statunitense
- 1975 - Pierre Issa, dirigente sportivo e ex calciatore sudafricano
- 1975 - Diadenis Luna, ex judoka cubana
- 1975 - Christian Ravaglioli, polistrumentista e compositore italiano
- 1975 - Sally Seltmann, cantautrice australiana
- 1976 - Masih Alinejad, giornalista, scrittrice e attivista iraniana
- 1976 - Francesco Campanini, regista cinematografico e produttore cinematografico italiano
- 1976 - Tomáš Enge, pilota automobilistico ceco
- 1976 - Mistaman, rapper italiano
- 1976 - Mauricio Levato, ex calciatore argentino
- 1976 - Flōra Rentoumī, ex ostacolista greca
- 1976 - Marco Rose, allenatore di calcio e ex calciatore tedesco
- 1977 - Ludacris, rapper e attore statunitense
- 1977 - Jonny Buckland, polistrumentista britannico
- 1977 - Josette Bynum, wrestler statunitense
- 1977 - Libor Charfreitag, martellista slovacco
- 1977 - Isabella Dal Balcon, ex snowboarder italiana
- 1977 - Elephant Man, cantante e rapper giamaicano
- 1977 - Jang Min-ho, cantante, modello e conduttore televisivo sudcoreano
- 1977 - Wojciech Kowalewski, ex calciatore polacco
- 1977 - Matthew Stevens, giocatore di snooker gallese
- 1977 - Miroslav Vodovnik, pesista sloveno
- 1977 - Todd Williams, attore statunitense
- 1978 - Francesco Amato, regista e sceneggiatore italiano
- 1978 - Pablo Contreras, ex calciatore cileno
- 1978 - Laurent Courtois, allenatore di calcio e ex calciatore francese
- 1978 - Natal'ja Gavrilova, ex cestista russa
- 1978 - Ben Lee, cantante e attore australiano
- 1978 - Emil Rajković, allenatore di pallacanestro e ex cestista macedone
- 1978 - Ed Reed, ex giocatore di football americano statunitense
- 1978 - Tom Stallard, ex canottiere britannico
- 1978 - Dejan Stanković, allenatore di calcio e ex calciatore serbo
- 1978 - Else-Marthe Sørlie Lybekk, pallamanista norvegese
- 1979 - Éric Abidal, dirigente sportivo e ex calciatore francese
- 1979 - Nicola Ascoli, allenatore di calcio, dirigente sportivo e ex calciatore italiano
- 1979 - Leon Cort, ex calciatore inglese
- 1979 - Abdullah Darwish, ex calciatore emiratino
- 1979 - Christopher Dorner, poliziotto e criminale statunitense († 2013)
- 1979 - Javad Foroughi, tiratore a segno iraniano
- 1979 - Frank Francisco, ex giocatore di baseball dominicano
- 1979 - Kenneth Høie, ex calciatore norvegese
- 1979 - Krunoslav Lovrek, ex calciatore croato
- 1979 - Hana Machová, ex cestista ceca
- 1979 - Banjong Pisanthanakun, regista e sceneggiatore tailandese
- 1979 - David Pizarro, allenatore di calcio e ex calciatore cileno
- 1979 - Ariana Richards, attrice statunitense
- 1979 - Cameron Richardson, attrice e modella statunitense
- 1979 - Carlos Saucedo, calciatore boliviano
- 1979 - Tiffany Shepis, attrice statunitense
- 1979 - So Yokoku, goista cinese
- 1979 - Eliezer Yudkowsky, scrittore statunitense
- 1980 - Mike Comrie, ex hockeista su ghiaccio canadese
- 1980 - Aleksandr Korneev, ex pallavolista russo
- 1980 - Christophe Le Mével, ex ciclista su strada francese
- 1980 - Maura Leone, attrice italiana
- 1980 - David McPartland, dirigente sportivo e ex ciclista su strada australiano
- 1980 - Antônio Pizzonia, pilota automobilistico brasiliano
- 1980 - Julien Sablé, allenatore di calcio, dirigente sportivo e ex calciatore francese
- 1980 - Matt Zemlin, attore e produttore cinematografico tedesco
- 1981 - Rajaa Alsanea, scrittrice saudita
- 1981 - Marcus Becker, canoista tedesco
- 1981 - Andreas Birnbacher, biatleta tedesco
- 1981 - Gerard Bordas, ex calciatore spagnolo
- 1981 - Andrea Dossena, allenatore di calcio e ex calciatore italiano
- 1981 - Kent Ekeroth, politico svedese
- 1981 - Charles Kelley, cantante statunitense
- 1981 - Lachlan Nieboer, attore britannico
- 1981 - Ramón Julián Puigblanque, arrampicatore spagnolo
- 1981 - Stephanie Santer, ex fondista italiana
- 1981 - Nikolaos Skiathitis, ex canottiere greco
- 1981 - Son Dae-ho, ex calciatore sudcoreano
- 1981 - Song Zhenyu, allenatore di calcio e ex calciatore cinese
- 1981 - Özlem Türay, attrice turca
- 1981 - Maria Yamamoto, doppiatrice e cantante giapponese
- 1981 - Yulia Zagoruychenko, ballerina russa
- 1982 - Elvan Abeylegesse, mezzofondista etiope
- 1982 - Svjatlana Cichanoŭskaja, politica bielorussa
- 1982 - Michele Danese, pilota motociclistico italiano
- 1982 - Rusmin Dedič, ex calciatore bosniaco
- 1982 - Ricky Minard, ex cestista e allenatore di pallacanestro statunitense
- 1982 - Elena Parchomenko, pallavolista azera
- 1982 - Ivan Pejčić, ex calciatore serbo
- 1982 - Shriya, attrice indiana
- 1982 - Lieuwe Westra, ciclista su strada olandese († 2023)
- 1983 - Alasdair Dickinson, ex rugbista a 15 britannico
- 1983 - Ike Diogu, cestista statunitense
- 1983 - Jacoby Ellsbury, giocatore di baseball statunitense
- 1983 - Lars Engedal, ex calciatore norvegese
- 1983 - Laura Ferrara, politica italiana
- 1983 - Matthew Halsall, musicista britannico
- 1983 - Maaike Head, canottiera olandese
- 1983 - Panagiōtīs Kormpos, calciatore greco
- 1983 - Fōtīs Lampropoulos, cestista greco
- 1983 - Ivana Matović, ex cestista serba
- 1983 - Ricardo Mestre, ex ciclista su strada portoghese
- 1983 - Đorđe Mićić, ex cestista e allenatore di pallacanestro serbo
- 1983 - Mattia Pegorari, ex sciatore freestyle italiano
- 1983 - Pavel Rybak, ex calciatore bielorusso
- 1983 - Felipe Saad, ex calciatore brasiliano
- 1983 - Lauryn Williams, velocista e bobbista statunitense
- 1983 - Jiang Yiyan, attrice e cantante cinese
- 1984 - Simone Antona, ex pallanuotista italiano
- 1984 - Mbenza Bedi, ex calciatore della Repubblica Democratica del Congo
- 1984 - Carlos Alexandre Cardoso, ex calciatore brasiliano
- 1984 - Chris Colwill, tuffatore statunitense
- 1984 - Adam El-Abd, ex calciatore inglese
- 1984 - Reynaldo Hernández, ex calciatore salvadoregno
- 1984 - Tyler Hughes, ex cestista statunitense
- 1984 - Marko Jerman, pilota motociclistico sloveno
- 1984 - Thaleia Kasapoglou, cestista greca
- 1984 - Kwon Sun-tae, allenatore di calcio e ex calciatore sudcoreano
- 1984 - Aled de Malmanche, rugbista a 15 neozelandese
- 1984 - Sara Mariani, giornalista, autrice televisiva e conduttrice televisiva italiana
- 1984 - Bartłomiej Matysiak, ex ciclista su strada polacco
- 1984 - Shauna Mullin, ex pallavolista e giocatrice di beach volley scozzese
- 1984 - Dominic Peitz, ex calciatore tedesco
- 1984 - Tom Rees, rugbista a 15 inglese
- 1984 - Michalīs Sīfakīs, ex calciatore greco
- 1985 - Caleb Hanie, giocatore di football americano statunitense
- 1985 - Pedro Ibarra, hockeista su prato argentino
- 1985 - Nina Ivanišin, attrice slovena
- 1985 - Shaun Livingston, ex cestista statunitense
- 1985 - Nela Riehl, politica tedesca
- 1985 - Rodnei, ex calciatore brasiliano
- 1985 - Daniel da Mota, calciatore lussemburghese
- 1986 - Ismaeel Abdullatif, calciatore bahreinita
- 1986 - Cédric Avinel, ex calciatore francese
- 1986 - Sara Barattin, rugbista a 15 italiana
- 1986 - Valerij Borčin, marciatore russo
- 1986 - Renato De Donato, ex pugile italiano
- 1986 - Darvin Edwards, ex altista santaluciano
- 1986 - Masako Hozumi, pattinatrice di velocità su ghiaccio giapponese
- 1986 - Andrej Križaj, ex sciatore alpino sloveno
- 1986 - Fabrice Martin, tennista francese
- 1986 - Robert Ng'ambi, ex calciatore malawiano
- 1986 - Vaueli Nuusila, calciatore samoano americano
- 1986 - LaToya Pringle, ex cestista e allenatrice di pallacanestro statunitense
- 1986 - Chiliboy Ralepelle, rugbista a 15 sudafricano
- 1986 - Ben Scrivens, hockeista su ghiaccio canadese
- 1986 - Rafał Siemaszko, ex calciatore polacco
- 1986 - Rishod Sobirov, judoka uzbeko
- 1986 - Bojan Trajkovski, cestista macedone
- 1986 - Uroš Tripković, ex cestista serbo
- 1987 - Robert Acquafresca, ex calciatore italiano
- 1987 - Veronica Brutti, allenatrice di calcio e ex calciatrice italiana
- 1987 - Ariel Cabral, ex calciatore argentino
- 1987 - Alessio Campagnacci, calciatore italiano
- 1987 - Clément Chantôme, ex calciatore francese
- 1987 - Nertil Ferraj, ex calciatore albanese
- 1987 - Stephan Fürstner, ex calciatore tedesco
- 1987 - Tobias Hauke, hockeista su prato tedesco
- 1987 - Elizabeth Henstridge, attrice e regista britannica
- 1987 - Tyler Hoechlin, attore statunitense
- 1987 - Susianna Kentikian, pugile armena
- 1987 - Anastasia Le-Roy, velocista giamaicana
- 1987 - Allard Lindhout, arbitro di calcio olandese
- 1987 - Lins Lima de Brito, ex calciatore brasiliano
- 1987 - Kevin McCann, ex calciatore scozzese
- 1987 - Kaori Matsumoto, judoka giapponese
- 1987 - Lorenzo Olivieri, ex giocatore di curling italiano
- 1987 - Leandro Requena, calciatore argentino
- 1987 - Ilija Spasojević, calciatore montenegrino
- 1987 - Kenneth Stenild, ex calciatore danese
- 1988 - Alberto Bergamo, ex rugbista a 15 italiano
- 1988 - Diane Caldwell, calciatrice irlandese
- 1988 - Anastasija Čaun, nuotatrice russa
- 1988 - Xaimara Colón, pallavolista portoricana
- 1988 - Jeremy Hall, ex calciatore statunitense
- 1988 - Kim Ja-in, arrampicatrice sudcoreana
- 1988 - Dallas Lauderdale, ex cestista statunitense
- 1988 - Lee Yong-dae, giocatore di badminton sudcoreano
- 1988 - Juan Francisco Moreno Fuertes, ex calciatore spagnolo
- 1988 - Mike Moustakas, giocatore di baseball statunitense
- 1988 - Vincent Simpson, ex cestista statunitense
- 1988 - Malik Tchokounté, calciatore francese
- 1988 - Claudio Treviso, taekwondoka italiano
- 1988 - Michael Zullo, ex calciatore australiano
- 1988 - Ivica Žunić, ex calciatore croato
- 1989 - Rafael Baca, calciatore messicano
- 1989 - Alessandro Celin, calciatore brasiliano
- 1989 - Karima Christmas, ex cestista e allenatrice di pallacanestro statunitense
- 1989 - Anthony Delaplace, ciclista su strada francese
- 1989 - Reinhard Egger, slittinista austriaco
- 1989 - Jamie Harper, giocatore di football americano statunitense
- 1989 - Fernando Hernández, pallavolista cubano
- 1989 - Michael McDonald, giocatore di poker canadese
- 1989 - Wichayanee Pearklin, cantante e attrice thailandese
- 1989 - Carl Pei, imprenditore svedese
- 1989 - Anna Polina, attrice pornografica russa
- 1989 - Andy Ruiz Jr., pugile statunitense
- 1989 - Enrique Sanz, ex ciclista su strada spagnolo
- 1989 - Per Saxvall, ex sciatore alpino svedese
- 1989 - Carmen Thalmann, ex sciatrice alpina austriaca
- 1989 - Dímelo Flow, musicista e produttore discografico panamense
- 1989 - Michael J. Willett, attore e musicista statunitense
- 1990 - Tom Aldred, calciatore inglese
- 1990 - David Bass, ex giocatore di football americano statunitense
- 1990 - Giuliano Bendinelli, giocatore di poker italiano
- 1990 - Jo Inge Berget, calciatore norvegese
- 1990 - Nelson Bonilla, calciatore salvadoregno
- 1990 - Jorge Castro, calciatore costaricano
- 1990 - Jesper Florén, ex calciatore svedese
- 1990 - Damar Forbes, lunghista giamaicano
- 1990 - Elliott Frear, calciatore inglese
- 1990 - Henry Hopper, attore statunitense
- 1990 - Cursty Jackson, pallavolista statunitense
- 1990 - Iskra Lawrence, modella britannica
- 1990 - Andreas Ludwig, calciatore tedesco
- 1990 - Chadrack Lufile, ex cestista della Repubblica Democratica del Congo
- 1990 - Rui Pedro Coimbra Chaves, calciatore portoghese
- 1990 - Enes Sipović, ex calciatore bosniaco
- 1990 - Adam Straith, ex calciatore canadese
- 1990 - Cassandra Tate, ostacolista e velocista statunitense
- 1990 - Inna Tražukova, lottatrice russa
- 1991 - Cammille Adams, ex nuotatrice statunitense
- 1991 - Jordan Ayew, calciatore ghanese
- 1991 - Yacine Bammou, calciatore francese
- 1991 - Pablo Ceppelini, calciatore uruguaiano
- 1991 - Charlyn Corral, calciatrice messicana
- 1991 - Dário Frederico da Silva, calciatore brasiliano
- 1991 - Hederson Estefani, velocista e ostacolista brasiliano
- 1991 - Kygo, disc jockey e produttore discografico norvegese
- 1991 - Amiri Kurdi, calciatore saudita
- 1991 - Tabitha Love, ex pallavolista canadese
- 1991 - Osas Okoro, calciatore nigeriano
- 1991 - Park Ji-ho, tuffatore sudcoreano
- 1991 - Asmir Suljić, calciatore bosniaco
- 1991 - Mike Towell, pugile britannico († 2016)
- 1991 - Azat Usenaliev, pugile kirghiso
- 1992 - Aldin Čajić, calciatore bosniaco
- 1992 - Sandro Cavazza, cantautore svedese
- 1992 - María Gabriela de Faría, attrice venezuelana
- 1992 - Cheick Doukouré, calciatore ivoriano
- 1992 - Aaron Geramipoor, cestista britannico
- 1992 - Kaja Jerina, calciatrice slovena
- 1992 - Eric Katenda, cestista francese
- 1992 - Damontre Moore, giocatore di football americano statunitense
- 1992 - Damián Morales, ex calciatore argentino
- 1992 - Eilidh Simpson, cestista australiana
- 1992 - Yoshinori Suzuki, calciatore giapponese
- 1993 - Lena Lotzen, ex calciatrice tedesca
- 1993 - Edoardo Luperi, schermidore italiano
- 1993 - Marcus Paige, ex cestista statunitense
- 1993 - Wes Schweitzer, giocatore di football americano statunitense
- 1993 - Niltinho, calciatore brasiliano
- 1993 - Martina Šamadan, pallavolista croata
- 1994 - Jorman Aguilar, calciatore panamense
- 1994 - Lucas Auer, pilota automobilistico austriaco
- 1994 - Joshua Bluhm, bobbista tedesco
- 1994 - Jaylon Brown, cestista statunitense
- 1994 - Dwayne Didon, ex nuotatore seychellese
- 1994 - Jordi El Niño Polla, youtuber e attore pornografico spagnolo
- 1994 - Birhanu Legese, maratoneta e mezzofondista etiope
- 1994 - Bruna Lirio, modella brasiliana
- 1994 - Nyiko Mobbie, calciatore sudafricano
- 1994 - Nicolás Morgantini, calciatore argentino
- 1994 - Piotr Padlewski, speedcuber polacco
- 1994 - Natalija Pryščepa, mezzofondista ucraina
- 1994 - Bekžan Sagynbaev, calciatore kirghiso
- 1994 - Akihiro Yamaguchi, ex nuotatore giapponese
- 1994 - Mateus dos Santos Castro, calciatore brasiliano
- 1995 - Gresa Bakraçi, mezzofondista kosovara
- 1995 - Matilda De Angelis, attrice italiana
- 1995 - Tshering Dorji, ex calciatore bhutanese
- 1995 - Louise Eriksen, calciatrice danese
- 1995 - Vincent Feigenbutz, pugile tedesco
- 1995 - Geng Wenqiang, skeletonista cinese
- 1995 - Philipp Hartwich, cestista tedesco
- 1995 - Antoni Ivanov, calciatore bulgaro
- 1995 - Adil Nağıyev, calciatore azero
- 1995 - Cecilie Redisch Kvamme, calciatrice norvegese
- 1995 - Astra Sharma, tennista australiana
- 1995 - Ivan Uchov, cestista russo
- 1995 - Francesco Yates, cantante canadese
- 1995 - Rodrigão, calciatore brasiliano
- 1996 - Avery Anderson-Bear, ex giocatore di football americano statunitense
- 1996 - Dmitrij Barinov, calciatore russo
- 1996 - Dominique Bond-Flasza, calciatrice giamaicana
- 1996 - Zymer Bytyqi, calciatore norvegese
- 1996 - Joshua Calderón, calciatore statunitense
- 1996 - Norma Cinotti, calciatrice italiana
- 1996 - Miguel Crespo, calciatore francese
- 1996 - Kenny Goins, cestista statunitense
- 1996 - Hadan Holligan, calciatore barbadiano
- 1996 - Fanny Lång, calciatrice svedese
- 1996 - Brayelin Martínez, pallavolista dominicana
- 1996 - Jakub Pokorný, calciatore ceco
- 1996 - Jessica Shepard, cestista statunitense
- 1996 - Tin Srbić, ginnasta croato
- 1996 - Ollie Thorley, rugbista a 15 inglese
- 1997 - Dapo Afolayan, calciatore inglese
- 1997 - Duhan Aksu, calciatore turco
- 1997 - Juan Diego Alba, ciclista su strada colombiano
- 1997 - Surafel Dagnachew, calciatore etiope
- 1997 - Erlend Dahl Reitan, calciatore norvegese
- 1997 - Agustín Della Corte, attore, modello e rugbista a 15 uruguaiano
- 1997 - Lidija Durkina, fondista russa
- 1997 - Kellan Grady, cestista statunitense
- 1997 - Zoe Hobbs, velocista neozelandese
- 1997 - Jovan Lazarević, giocatore di calcio a 5 serbo
- 1997 - Garance Le Guillermic, attrice francese
- 1997 - Julia Marino, snowboarder statunitense
- 1997 - Marvin Mehlem, calciatore tedesco
- 1997 - Mikita Nikalaevič, calciatore bielorusso
- 1997 - Debora Novellino, ex calciatrice italiana
- 1997 - Marin Pongračić, calciatore croato
- 1997 - Vernon Scott, giocatore di football americano statunitense
- 1997 - Harmony Tan, tennista francese
- 1997 - Ramón Vilà, cestista spagnolo
- 1998 - Ofri Arad, calciatore israeliano
- 1998 - Facundo Castet, calciatore argentino
- 1998 - Han Kwang-song, calciatore nordcoreano
- 1998 - Richard LeCounte, giocatore di football americano statunitense
- 1998 - Yahia Nader, calciatore egiziano
- 1998 - Owen, rapper svedese
- 1998 - Martín Payero, calciatore argentino
- 1998 - Abdullah Ramadan, calciatore egiziano
- 1998 - Ryan Rehkow, giocatore di football americano statunitense
- 1998 - Hanieh Rostamian, tiratrice a volo iraniana
- 1998 - T.J. Starks, cestista statunitense
- 1998 - Boris Tomiak, calciatore tedesco
- 1998 - Julio Villalba, calciatore paraguaiano
- 1998 - Thabani Zuke, calciatore sudafricano
- 1999 - Anastasia Carbonari, ciclista su strada italiana
- 1999 - Ivana Corley, tennista statunitense
- 1999 - Samantha Hudson, cantante, attore e attivista spagnolo
- 1999 - Lee Gwang-yeon, calciatore sudcoreano
- 1999 - Ignas Sargiūnas, cestista lituano
- 1999 - Regan Slater, calciatore inglese
- 2000 - Leandro Bolmaro, cestista argentino
- 2000 - Simone Canestrelli, calciatore italiano
- 2000 - Matthew Carter, tuffatore australiano
- 2000 - Jean Carlos Colorado, calciatore colombiano
- 2000 - Derius Davis, giocatore di football americano statunitense
- 2000 - Mohamed Esa, maratoneta etiope
- 2000 - Zay Flowers, giocatore di football americano statunitense
- 2000 - Ben Healy, ciclista su strada irlandese
- 2000 - Teppei Natori, pilota automobilistico giapponese
- 2000 - Diego Vásquez, calciatore argentino
- 2000 - Rinus VeeKay, pilota automobilistico olandese

## XXI secolo(30)
- 2001 - Giovanni Mario Michele Cambiaso, canottiere italiano
- 2001 - Leandro Espejo, calciatore argentino
- 2001 - Joseph Fahnbulleh, velocista liberiano
- 2001 - Jovan Kljajić, cestista montenegrino
- 2001 - Jakob Lorenz, calciatore austriaco
- 2001 - Reto Mächler, sciatore alpino svizzero
- 2001 - Mateo Pérez, calciatore argentino
- 2001 - Mewen Tomac, nuotatore francese
- 2001 - Antonio Watson, velocista giamaicano
- 2002 - Kacper Bieszczad, calciatore polacco
- 2002 - Javier Llabrés, calciatore spagnolo
- 2002 - Michele Manzi, rugbista a 15 italiano
- 2002 - Chiara Pogneaux, sciatrice alpina francese
- 2002 - Gustavo Silva de Oliveira, calciatore brasiliano
- 2002 - Martin Suchomel, calciatore ceco
- 2002 - Peyton Watson, cestista statunitense
- 2003 - Cedric Coward, cestista statunitense
- 2003 - Enver Kulašin, calciatore bosniaco
- 2003 - Alexandru Pantea, calciatore rumeno
- 2003 - Marco Schrettl, ciclista su strada austriaco
- 2003 - Ísak Andri Sigurgeirsson, calciatore islandese
- 2004 - Raki Aouani, calciatore tunisino
- 2004 - Charlotte Kempenaers-Pocz, tennista australiana
- 2004 - Andrea Spendolini-Sirieix, tuffatrice britannica
- 2005 - Chen Yuxi, tuffatrice cinese
- 2005 - Mobin Dehghan, calciatore iraniano
- 2005 - Yismaw Dillu, mezzofondista etiope
- 2006 - Olger Escobar, calciatore guatemalteco
- 2006 - Rikuto Tamai, tuffatore giapponese
- 2007 - Karen Xue, nuotatrice artistica statunitense

## Senza anno specificato(1)
- Antimo di Roma, prete romano († 305)